# Liptóújvár
Liptóújvár (szlovákul Liptovský Hrádok) város Szlovákiában, a Zsolnai kerület Liptószentmiklósi járásában. 1971-ben hozzá csatolták Dovallót, Kisporubát és Szentpétert, de az utóbbi kettő 1992-ben, illetve 1993-ban újból önálló községgé alakult.

## Nevének eredete
Nevét a 13. században épített váráról kapta. Az újvár név a mai Szielnic határában álló Liptóóvár várától különbözteti meg, amely előbb épült. Szlovák neve Liptóváracskát jelent.

## Fekvése
Liptószentmiklóstól 10 km-re délkeletre, a Vág jobb partján fekszik, a Béla-patak torkolatánál. A település a 18. század végén vette fel a vár nevét.

## Története

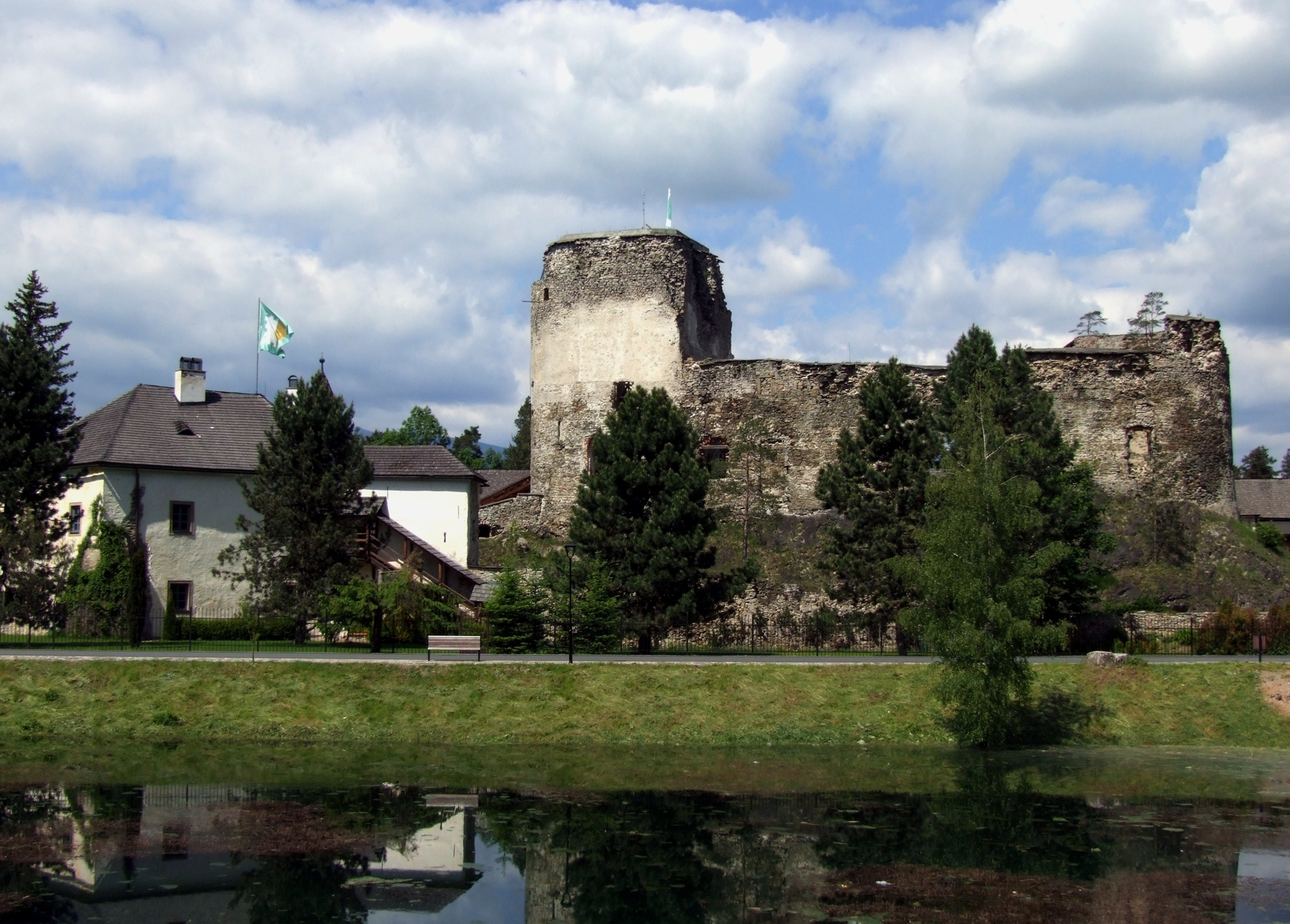
Liptóújvár vára

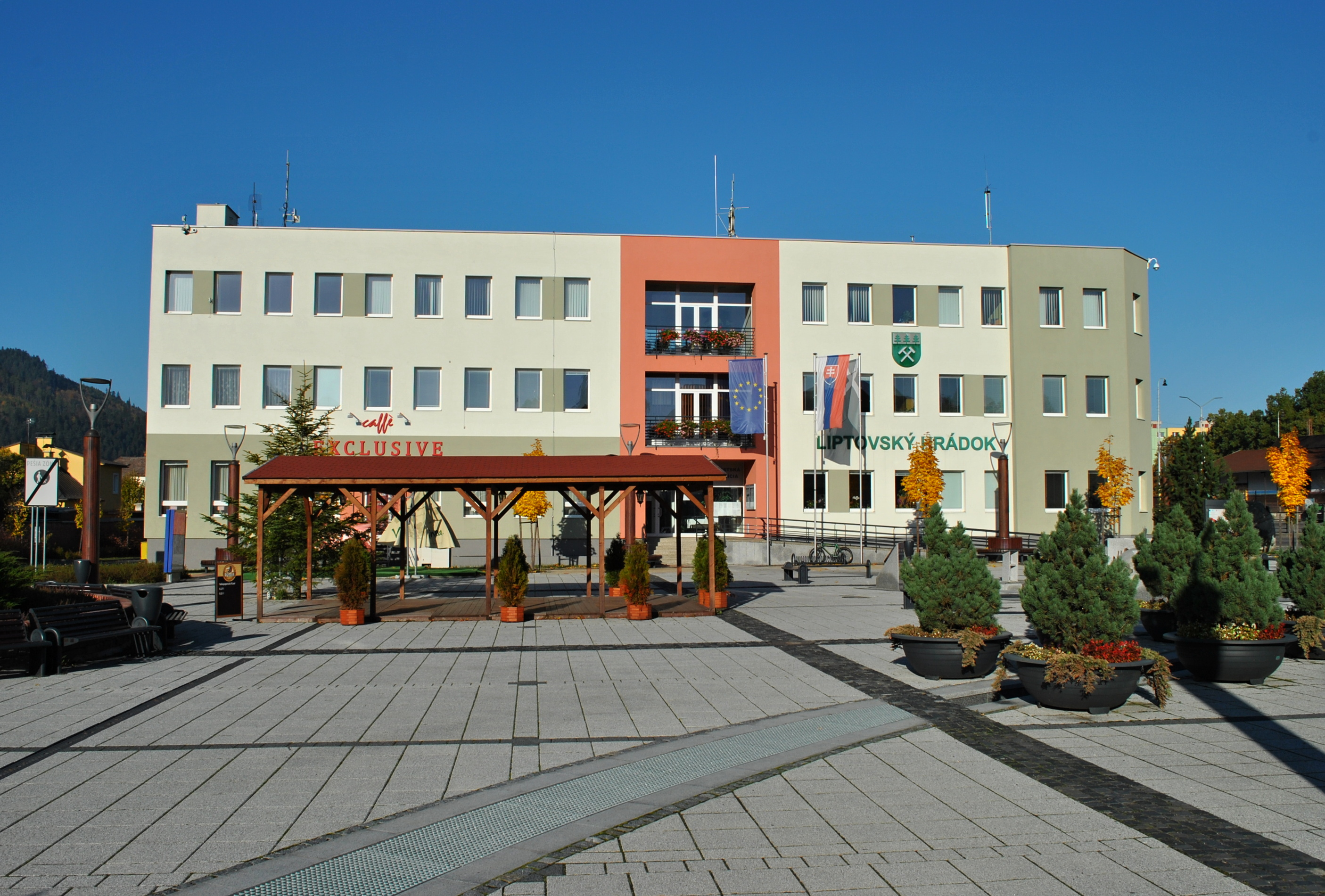
A városháza a František Wisner téren

Liptóújvár környéke már a bronzkorban is lakott volt, a lausitzi kultúra temetői kerültek elő.
Várát a 13. században Dancs mester, a Balassák őse építtette. Először 1262-ben említik „castro Lippo” néven, majd 1341-ben „Ujwar”, 1360-ban „Haraduk” néven írják. Királyi vár volt, majd birtokosai gyakran változtak. 1433-ban elfoglalták a husziták. 1441-ben Rikolf, 1450-ben a Komorovszky, 1453-ban a Pongrácz család, 1462-ben Szapolyai István lett a birtokosa. 1476-ban „Novum castrum”, 1503-ban „castrum Hradek” alakban említik a korabeli források. A Szapolyaiak egészen 1527-ig birtokolták a várat, mely ekkor a Thurzóké lett. 1528-ban Batthyány Ferenc, 1533-ban Pekry Lőrinc, 1554-ben Balassa János, 1601-ben Sándorffy Miklós, 1604-ben Pogrányi Benedek, 1623-ban Osztrosics István, 1671-ben a király, 1703-ban Liechtenstein János, majd halála után újra a király birtokában állt. 1709-ben már rom volt.
A település elődje a 13. századi „Belszko” nevű település volt, melyet 1341-ben „Belezka” néven említenek. A mai település csak a 18. század elején keletkezett az itteni só-, vas- és rézlerakat körül, a liptóújvári uradalom királyi alkalmazottai hozták létre. 1768-ban Európában Liptóújvár erdészeti iskolája nyílott elsőként, és több erdészeti vállalat is működött itt. 1784-ben 26 házában 294 lakos élt. 1792-ben a helyiek rézhámort és nagyolvasztót építettek.
A 18. század végén Vályi András így ír róla: „Liptó Újvár, Hradek. Tót falu Liptó Várm. földes Ura a’ Királyi Kamara, lakosai katolikusok; Sóháza is van, határja hegyes, és vőlgyes.”
1805-ben kamarai városi rangra emelték országos vásártartási joggal. A vági tutajozás kiindulóhelye lett, fát, vasércet, rezet, sajtot szállítottak. 1828-ban 61 háza és 414 lakosa volt.
Fényes Elek 1851-ben kiadott geográfiai szótárában így ír a városról: „Hradek vagy Liptó-Ujvár, tót mv., Liptó vármegyében, a Vágh jobb partján, a szepesi országutban: 334 kath., 80 evang. lak. – Feje egy nagy kamarai uradalomnak. – Nevezetes kath. paroch. temploma; a kameralis praefectusi hivatal; egy nagy vendégfogadó; több számos derék urasági épületek; népes országos vásárok; sóhivatal, hová a só Gallicziából hozatik; három osztályból álló kath. normalis oskola, melly a hajdani erdőszséget tanitó intézet helyébe állittatott. Ezzel az oskolával össze van köttetve egy leánynevelő ház is, a hol a növendékek mindenféle kézi mívekre taníttatnak, s nemcsak a tanitónét a kamara fizeti, hanem a megkivántatók, t. i. selyem, czérna, s a t. is a kamara költségén szereztetnek meg benne. Az 1813-iki felső parancsolatnál fogva eltörlött fegyvergyár azelőtt 24,000 darab puskacsövet készitett, még pedig olly jó minőségűt, hogy 3000 darab közt 25 darab alig találtatott kivetendő. Fürészmalmai igen jó állapotban vannak, s a lehotaival és kokavaival együtt, öszvesen esztendőnként 35–40,000 darab derék fát és törzsököt metszenek el, s ezekből több mint 300,000 fenyőszál és deszka készül. Az 54,000 holdra terjedő erdő felette szép, és 100 vágásokra van osztva; belőle minden esztendőben általjában véve 30,000 darab szálfa jegyeztetik ki szálhajóknak, a szálfák Hradeken válogattatnak ki, s ott készülnek meg a szálhajók is, 13 darabot vévén egy szálhajóra; – a fák a hegyekről a patakok s azokon készitett rekeszek segitségével hozatnak Hradekre. Egyébiránt a hradeki vizi épületek, mint p. o. hidak, töltések, rekeszek, zsilipek, mesteri remek készületőknél fogva valóban nézésre méltók. – Végre emlitést érdemel még a régi liptó-ujvári várnak omladéka, mintegy fél órányira a várostól. Ut. p. Okolicsna.”
A 19. század közepére faipari központ lett, jelentős munkásmozgalommal. A trianoni diktátumig Liptó vármegye Liptóújvári járásának székhelye volt.
1934-ben árvíz okozott súlyos károkat a településen. Később az antifasiszta ellenállás egyik központja lett.

## Népessége
| Év:            | 1994. | 2004.   | 2014.   | 2024.   |
| -------------- | ----- | ------- | ------- | ------- |
| Emberek száma: | 8606  | 8019    | 7629    | 6950    |
| Eltérés:       |       | -6,82 % | -4,86 % | -8,90 % |

| Év:            | 2023. | 2024.   |
| -------------- | ----- | ------- |
| Emberek száma: | 7003  | 6950    |
| Eltérés:       |       | -0,75 % |

1910-ben 667-en lakták, ebből 351 fő szlovák és 256 magyar.
2001-ben 8232 lakosából 7994 szlovák volt.
2011-ben 7601 lakosából 6974 szlovák.

## Nevezetességei
- Liptóújvár várának romjai.
- Az 1802-ben mellé épült reneszánsz várkastély ma is ép, benne működik a Felső-Liptói Néprajzi Múzeum.
- A vár melletti kis tó sziklaszigetének tetején apró kápolna áll.
- A Sarlós Boldogasszonynak szentelt római katolikus temploma 1790-ben épült klasszicista stílusban, freskóit Lerch József festette, itt van Strobl Alajos Szent Ferenc-szobra.
- A vár környéki Várerdő (arborétum).
- Az erdei iskola 1799–1800-ban épült klasszicista stílusban.
- 19. századi klasszicista lakóházak.
- Műemléki védelem alatt áll a börtön és egy harangláb is.[6]
- A közelben egy régi kohó maradványai is megtalálhatók, ahol ma a liptói bányászat és kohászat emlékeit állították ki.

## Neves személyek
- Itt született 1805-ben Baintner Ferenc orvos, királyi tanácsos.
- Itt született 1815-ben Baintner János magyar jogász, egyetemi tanár.
- Itt született 1838-ban Kern Hermann Ármin festőművész.
- Itt született 1844. március 15-én idősebb Bobula János építész.
- Itt született 1856. június 21-én Strobl Alajos szobrászművész.
- Itt született 1869-ben Marián Blaha besztercebányai püspök.
- Itt született 1892. július 27-én Csorba Géza Kossuth-díjas szobrászművész.
- Itt született 1904-ben Saád Andor orvos, régész.
- Itt született 1910-ben Štefan Luby szlovák ügyvéd.

## Lásd még
- Dovalló